# Siddhapur
Siddhapur är en ort i Indien.   Den ligger i distriktet Patan och delstaten Gujarat, i den västra delen av landet, 700 km sydväst om huvudstaden New Delhi. Siddhapur ligger 140 meter över havet och antalet invånare är 54 313.
Terrängen runt Siddhapur är platt. Runt Siddhapur är det tätbefolkat, med 476 invånare per kvadratkilometer. Närmaste större samhälle är Unjha, 12,8 km söder om Siddhapur. Trakten runt Siddhapur består till största delen av jordbruksmark.